# Fascículo (botánica)

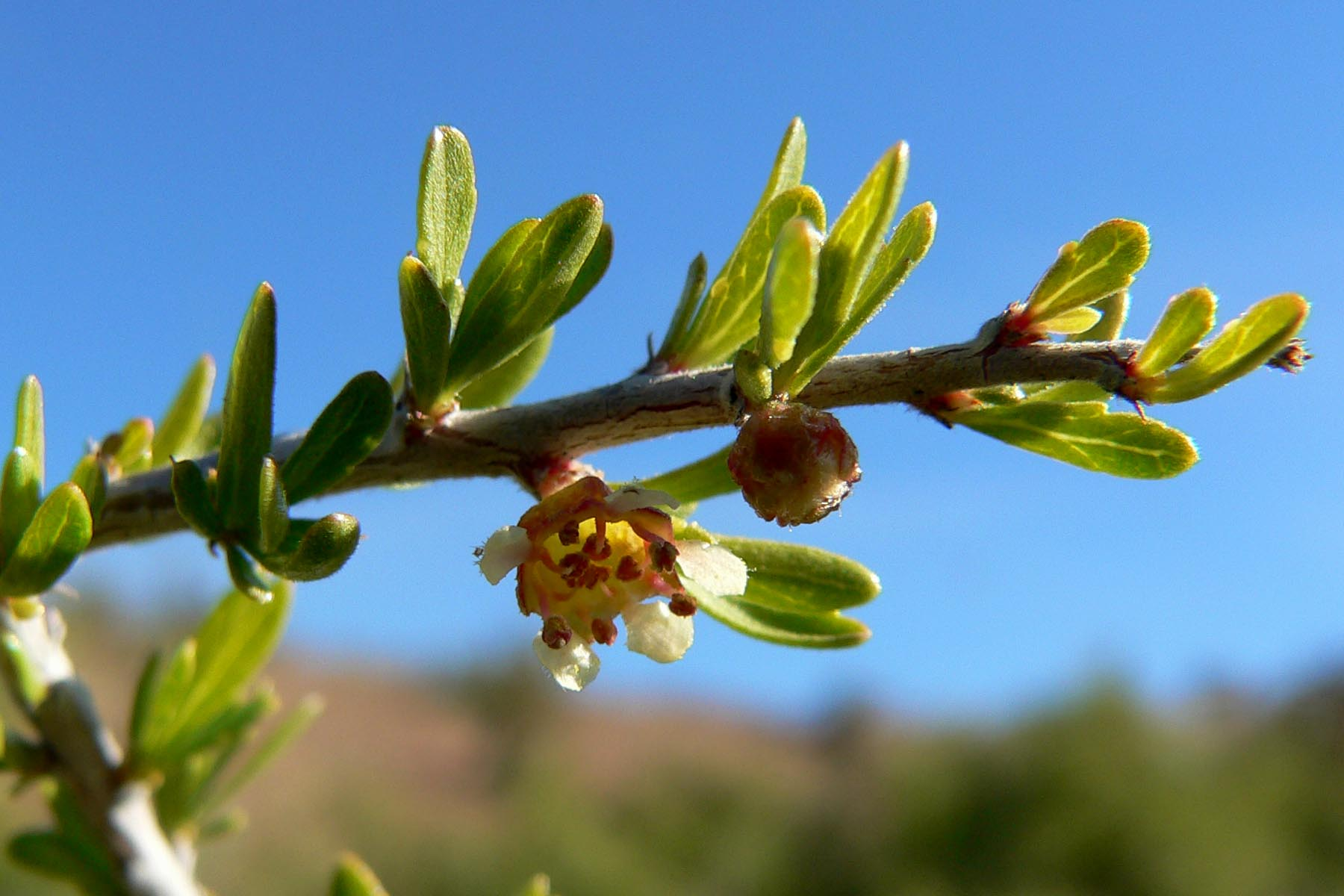
Fascículo de Prunus fasciculata

Un fascículo foliar o fascículo floral, es un conjunto de hojas o de flores (inflorescencia) dispuestas de forma agrupada, desde una vaina que actúa como base común de dichas hojas o flores. Se denomina fascículo a la uva reducida o cima que crece en la axila de una bráctea. Son pocas las plantas con flor que hacen fascículos. Tanto los fascículos florales como los foliares son raros, de forma que cuando se ponen como epíteto específico del nombre de la planta,que tiende a referirse a ellos. Especies con este tipo de inflorescencia son Aechmea biflora, Melicytus ramiflorus, varias especies del género Malva y todo el género Flueggea. Algunas especies de la familia Alseuosmiaceae presentan flores en fascículos.

## Descripción
En todas las especies de pinos hay fascículos y el número de hojas adultas (agujas) por fascículo es un rasgo característico importando para la identificación de las especies de pinos y géneros.
La mayoría de las especies tienen fascículos de 2 a 5 agujas, y solo una sola especie tiene de 1 a 6 fascículos.
Pinus durangensis hace fascículos de 6 agujas, excepcionalmente de hasta 7, y es la única especie de pino con tantas agujas por fascículo. Pinus monophylla tiene fascículos de una aguja, raramente de dos.
Esta es la única especie de pino con una sola aguja por fascículo, y esta característica tan extraña y fácil de observar se refleja tanto en el epíteto específico del nombre científico, monophylla, como en el nombre común inglés: single-leaf pinyon.